# Battaglia di Cedar Creek
La battaglia di Cedar Creek è stata combattuta durante la guerra civile americana, il 19 ottobre 1864, presso il fiume Cedar Creek, nella Valle dello Shenandoah.
Lo scontro ebbe inizio con l'attacco di sorpresa dell'esercito sudista, sotto il comando del generale Jubal Early, contro le truppe ancora dormienti dell'esercito nordista, comandato dal generale Philip Sheridan. La situazione rimase per l'intera mattinata nelle mani dei sudisti, ma gradualmente passò a favore dei nordisti. Il contrattacco dei nordisti riuscì a respingere i sudisti allontanandoli dalla Valle.

## Antefatti

### Contesto
Verso la fine dell’estate del 1864, con l’avvicinarsi dell’autunno, l’esercito dell’Unione si apprestava ad affrontare quello della Confederazione sul fronte della Virginia. Nello stesso periodo, tra gli unionisti, il generale William Tecumseh Sherman stava rivolgendo la propria attenzione su Atlanta, e l’ammiraglio Farragut riusciva a impadronirsi della rada di Mobile, in Alabama.
Il parziale successo del generale unionista Ulysses S. Grant nell’impedire l’avanzamento del generale confederato Robert E. Lee oltre i confini di Richmond e Petersburg venne ribaltato dal riposizionamento delle forze confederate, sotto il comando del generale Early, nella valle dello Shenandoah. Questo punto geografico divenne quello più delicato e di maggiore importanza per l’esito della guerra. Con l’appostamento di Early nella sua zona, il generale Lee avrebbe potuto attuare un’offensiva contro l’esercito avversario. Tuttavia, il rischio risiedeva nel fatto che in caso di annientamento del proprio esercito, Lee sarebbe stato immobilizzato dal nemico.
Questo spiega la decisione presa del generale Grant di inviare truppe nella Valle dello Shenandoah in modo da, non solo bloccare e annientare le forze sudiste stabilitesi nella valle, ma anche eliminare ogni opportunità di sfruttamento delle risorse ricavate dall’area in questione. Questo secondo obiettivo doveva essere raggiunto devastando completamente il luogo, rendendolo così inutilizzabile per i futuri scopi bellici della Confederazione.

### Preparativi e problemi
Il generale Sheridan prese con molta serietà tanto la delicatezza della missione quanto la preparazione di un’armata adeguata al compimento dell’incarico ricevuto. Per questo, dal 7 agosto 1864, si impegnò personalmente ed attivamente nei preparativi. Il risultato ottenuto constava di tre Corpi d'Armata: VI (generale H. Wright), VIII (generale Crook), e XIX (generale Emory, insieme con le forze provenienti da New Orleans), completato da un Corpo di cavalleria sotto il comando del generale Torbert composto dalle Divisioni dei generali Merritt, Custer e Averell. Il totale di uomini raggiunto fu 42 000, con una novantina di cannoni a disposizione.
Il generale Lee, nell’organizzazione della propria avanzata per la conquista della valle dello Shenandoah intuì l’inferiorità numerica del proprio esercito; perciò, in un colloquio con il presidente Davis venne stabilito un piano di rafforzamento delle truppe coinvolte. L’esercito di Early sarebbe ammontato a poco meno di 16 000 uomini e una cinquantina di cannoni se il generale Lee non avesse mosso altre truppe dispiegate lungo le linee di Petersburg al comando del generale Anderson, portandolo così numericamente a 21 000 uomini e 70 cannoni.
Il problema dei nordisti non era quindi di carattere quantitativo, ma qualitativo. Le truppe sudiste, nonostante fossero meno numerose, possedevano una maggiore omogeneità rispetto a quelle nordiste. Infatti, erano composte da soldati scelti o al massimo provenienti dall'Armata della Virginia Settentrionale. I soldati della fazione opposta, invece, escludendo il VI Corpo, oltre alla mancata esperienza bellica e alla mancata conoscenza del territorio, del nemico e dei compagni, avevano le più svariate provenienze.
Ai problemi dei nordisti si aggiungeva la minaccia della guerriglia partigiana, basata su formazioni che diventavano sempre più efficienti e numerose. Una tra le tante, considerata l’esemplificazione di questo concetto, fu quella istituita dal colonnello Mosby proprio nella Virginia settentrionale: lo scopo di questi gruppi era infiltrarsi dietro le linee nemiche sabotando o intralciando i piani dell’esercito Unionista. La risposta di Sheridan fu quella di fondare una task force dedicata al problema, cioè di adottare la tattica della controguerriglia. Il reparto fondato venne denominato Scouts o esploratori, i quali avevano l’incarico di infiltrarsi a loro volta dietro le linee sudiste, indossando abiti borghesi o uniformi della Confederazione, per sferrare attacchi, disseminare confusione e ottenere informazioni utili. Questi Scouts, “soldati in incognito”, pagati dal Servizio Segreto, furono affidati al maggiore H. K. Young.

### Winchester e Strasburg
Le operazioni richiedevano estrema cautela, atteggiamento che Sheridan cercò di mantenere e che era consigliato anche dal generale Grant. Early si mosse verso Winchester e successivamente verso Strasburg, mentre Sheridan, avendo compreso le intenzioni dell’esercito nemico, deviò, il 15 agosto, in direzione di Harper’s Ferry. La fiducia di Early nel proprio esercito crebbe, specialmente come risultato della deviazione delle truppe di Sheridan, e per questo motivo si lasciò attirare in uno scontro che ebbe luogo il 19 settembre a Winchester. Questa battaglia si concluse con una disastrosa sconfitta dei Confederati e con la perdita, da parte degli Unionisti, di 4680 tra morti e feriti e 338 prigionieri e dispersi. Dal lato dei sudisti invece, ci furono 2103 morti e feriti e all’incirca 1800 prigionieri, con 5 cannoni che finirono nelle mani dei nordisti. Early riuscì a scappare ritirandosi con le truppe rimaste a Fisher’s Hill, presso Strasburg. Dopo che venne raggiunto dall’esercito vittorioso di Sheridan il 22 settembre, scoppiò una nuova battaglia che terminò con una seconda sconfitta per i confederati. Stavolta le perdite furono 1250 uomini e 12 cannoni che adesso erano nelle mani delle forze federali. Il generale Early fu costretto a ritirarsi, e di conseguenza la valle passò in mano al nemico.
Sheridan non rinunciò a inseguire il nemico lungo la valle dello Shenandoah, dando alle fiamme qualsiasi potenziale risorsa di quel terreno fertile: cascinali, stalle, mulini, raccolti, fienili, scorte di legna, abitazioni – anche se non rientravano nei piani – e così via.
Non fu difficile per il generale Early intuire che i principali obbiettivi strategici dell’Unione si indirizzavano verso Waynesborough e verso i nodi ferroviari di Charlottesville e Lynchburg; perciò, decise di ripiegare in quella direzione. La stessa cosa venne notata dal generale Grant, il quale diede ordine a Sheridan di avanzare su Lynchburg, in modo da circondare l’esercito della Confederazione. Questo avrebbe cambiato l’esito della guerra, se non fosse stato per il fatto che Sheridan ritenne il piano troppo rischioso dal punto di vista logistico per quanto riguardava il rifornimento delle truppe, essendo a corto di risorse. La sua alternativa fu quella di presidiare la Valle dopo aver devastato ogni cosa, ripiegando all’altezza di Strasburg - Front Royal, con il solo VIII Corpo d’Armata, e inviare gli altri due all’Armata del Potomac.
La situazione, tuttavia, necessitava un chiarimento. Per questo motivo, Sheridan lasciò il comando interinale dell’Armata al generale Wright, e partì per Washington per un incontro sulle prossime destinazioni da raggiungere.
La Confederazione, non essendo disposta a rinunciare al controllo sulla valle, si apprestò a rinforzare l’esercito di Early il più possibile conferendogli la Divisione Kershaw, assieme ad una brigata di cavalleria e un battaglione di artiglieria. Per quanto riguardava invece l’esercito Unionista, riuscì a ritirarsi nella valle, dopo una serie di vittorie preponderanti, oltre Strasburg, nei pressi di Middletown, essendo raggiunto il 13 ottobre dalle avanguardie sudiste che si appostarono sui campi di Fisher’s Hill.

## Cedar Creek

### Strategia
I nordisti riuscirono ad accamparsi presso Middletown, situata in una porzione molto aperta, leggermente ondulata, coperta di boschi sparsi e campi coltivati, della valle dello Shenandoah. Alla loro sinistra avevano assicurata la protezione per via del ramo settentrionale dello Shenandoah che andava a collegarsi alla catena montuosa delle Massanutton Mountains; di fronte e alla loro destra avevano il fiumicello Cedar Creek, il quale si ramificava lungo la valle, da nord a sud.
Non trovandosi lontani dall’appostamento del nemico, il generale Gordon ed il capitano Hotchkiss riuscirono a stilare una planimetria dettagliata della posizione dell’esercito federale e la condizione del terreno sottostante. Questa rivelò la possibilità, da parte dei sudisti, di raggiungere la riva meridionale dello Shenandoah, marciare poi su un sentiero poco visibile ai piedi delle Massanutton, arrivando alla fine in un altro punto dal quale si poteva passare il fiume e attaccare il nemico dal fianco. L’accuratezza del piano fu talmente convincente che la mobilitazione fu immediata. Questa decisione venne, in parte, indotta anche dalla situazione della valle, ormai devastata e in fiamme, che non poteva più offrire alcun tipo di risorsa o supporto.
Il pomeriggio del 18 ottobre, il generale Gordon, con il suo corpo d’Armata, e la cavalleria del generale Payne dovevano percorrere il sentiero ai piedi delle Massanutton, in modo da non essere visti da nessuno con l’aiuto della poca visibilità provocata dal calare della notte. Gordon si sarebbe ritrovato nella posizione prestabilita il mattino del 19 ottobre sferrando l’attacco, con i 10 000 uomini a sua disposizione, sul fianco sinistro dei nordisti, alle 5. Simultaneamente, avrebbe ricevuto sostegno dalla Divisione Kershaw, che aveva il compito di oltrepassare il Cedar Creek e sfiorare un attacco frontale, e dalla Divisione Wharton che l’avrebbe seguita attaccando leggermente sulla sinistra rispetto alla posizione della prima. Tuttavia, questa successione a catena sarebbe cominciata non prima dell’attacco da parte della Divisione di cavalleria del generale Rosser, avente l’incarico di concentrare l’attenzione delle forze federali sul fianco destro, lasciando a Gordon l’occasione di infliggere il colpo di grazia sulla sinistra. La sincronizzazione tra le truppe era necessaria per il compimento di una simile operazione elaborata. A questo si aggiungeva anche l’ingresso della cavalleria sotto il comando del generale Lomax, che avrebbe impiegato le sue forze allo sbocco della Valle di Luray.
Le truppe del generale Gordon riuscirono a raggiungere la posizione verso le 4 del mattino, preparandosi per l’attacco contro gli accampamenti dei nordisti, inconsapevoli della minaccia. Poco prima, il generale Early, al comando delle Divisioni Kershaw e Wharton, riuscì a stabilirsi con le truppe appena citate sulla parte occidentale del fiume Cedar Creek, attendendo il segnale di inizio.

### Attacco dei Confederati
La battaglia di Cedar Creek cominciò alle 5 del mattino quando la cavalleria del generale Payne traversò le acque del fiume sferrando, sul fianco sinistro dei nordisti, l’attacco che era comunque già iniziato sulla parte occidentale per mano della cavalleria del generale Rosser. Di conseguenza, le truppe del generale Gordon si misero in movimento per colpire anch’esse il fianco sinistro dell’Unione. Anche se l’iniziativa venne presa dalle due ali dell’esercito confederato, la prima che entrò in contatto con l’avversario fu la Divisione Kershaw, la quale, sentendo gli spari provenienti dai due margini, si lanciò impetuosamente all’attacco raggiungendo in un tempo relativamente breve il VIII Corpo d’Armata delle forze unioniste. Essendo impreparati, i nordisti della Divisione Thoburn non riuscirono a respingere adeguatamente l’offensiva, venendo spazzati via. Non fu la stessa cosa per gli altri reparti del VIII Corpo, che cercarono di prendere la più efficace posizione nei confronti della Divisione Kershaw, alla quale si accostò successivamente anche la Divisione Wharton, e tentarono di avvertire con la richiesta di sostegno immediato il XIX Corpo. Il colpo di grazia venne inflitto dalle truppe del generale Gordon che, nella nebbia mattutina, vennero disposte in formazione d’attacco e poi spinte in avanti; le Divisioni Evans e Ramseur in prima linea, e la Divisione Pegram di rincalzo. Le ultime Divisioni dell'VIII Corpo, attive sul fianco sinistro e appartenenti al generale Crook, vennero sconfitte lasciando privo di protezione il fianco del XIX Corpo che venne travolto e disperso.
I fattori che portarono la Confederazione a una rapida e temporanea vittoria furono la sorpresa e l’isolamento delle truppe unioniste. Preso complessivamente il numero di soldati delle forze federali era maggiore, ma separatamente e colti alla sprovvista l’elemento numerico perdeva la sua valenza; questo diede un’opportunità strabiliante di vittoria per le forze confederate. Quando il sole sorse sulle aride terre dello Shenandoah, due tra i più valorosi Corpi d’Armata dell’Unione erano allo sbando. Il totale dei prigionieri ammontava a 1300, e quasi tutto il traino, assieme a 24 cannoni era in mano sudista.

### VI Corpo
Tra i Corpi che vennero respinti dalla propria posizione durante l’attacco dei confederati, riemerse il VI Corpo che riuscì a rischierarsi tra le case di Middletown cercando di organizzare una controffensiva, nonostante il numero di soldati nordisti fosse inferiore a quello dei nemici. Questo diventò, per il generale Early, una ragione in più per continuare l’attacco; perciò, riposizionò la Divisione Wharton sulla destra inviando frontalmente l’artiglieria, seguita successivamente dalla fanteria confederata. I nordisti del VI Corpo risposero disperatamente con una scarica di proiettili, ritirandosi infine, verso le 9, per ordine del generale Getty. Allo stesso tempo, il generale Wright riuscì a radunare quello che rimaneva del XIX e VIII Corpo, schierandolo oltre Middletown. Ciò che ebbe una ripercussione rimarchevole sull’esito della battaglia, fu la decisione presa, verso le 10, proprio da Wright: ovvero quella di ordinare a Torbert di spostare le sue Divisioni – le quali erano state disperse temporaneamente durante l’offensiva del generale Rosser, che venne in un secondo momento bloccata dallo stesso Torbert – sull’ala sinistra della nuova configurazione di contrattacco unionista, oltre Middletown. Sulla destra rimasero 3 reggimenti e 1 batteria per tenere a bada Rosser.
Le Divisioni di Torbert erano rispettivamente quelle dei generali Merritt e Custer, entrambe impiegate nell’attacco all’ala destra dei confederati. Nel frattempo il generale Lomax con le sue truppe minacciava, secondo l’ordine ricevuto, le spalle e le vie di comunicazione dei federali allo sbocco della Valle di Luray. Per tenergli testa, venne impiegata la 3ª Divisione di cavalleria unionista. Il risultato di queste decisioni si manifestò in una lenta decadenza dell’attacco confederato. Nonostante le perdite che i nordisti subirono, riuscirono gradualmente a ricomporsi superando quantitativamente i sudisti. Il punto forte dei sudisti non stava tanto nella cavalleria quanto nell’artiglieria, attraverso la quale riuscirono a respingere la seconda posizione adottata dal VI Corpo d’Armata, allontanandolo oltre Middletown. Quest'ultimo si ritrovò ben presto ad accostarsi ai resti del XIX e VIII Corpo e alle Divisioni di cavalleria Merritt e Custer impegnate sull’ala destra confederata.
Proprio in questo punto della lotta, Early, credendo che ormai il VI Corpo d’Armata unionista fosse sfinito, sconfitto e incline a ritirarsi, ordinò la sospensione dell’attacco contro l’esercito unionista che stava resistendo con tutte le forze. La sua deduzione fu errata come la spiegazione che esibì per giustificare la decisione presa: gli uomini erano talmente affamati che stavano gettando le armi per scaraventarsi sui viveri del nemico. Non si pone in dubbio la condizione fisica dei soldati confederati, che avevano affrontato direttamente l’VIII e il XIX Corpo, per poi scontrarsi ben due volte con il VI. Inoltre, adesso erano proprio i sudisti ad avere i fianchi minacciati; in special modo quello destro. Oltre a questo, le linee dell’VI Corpo d’Armata spingevano frontalmente contro gli uomini di Early.

### Il ritorno di Sheridan
Un ulteriore impulso verso la vittoria dell’Unione fu dato dal ritorno di Sheridan sul campo di battaglia. Le questioni da discutere a Washington erano state concluse la sera del 18 ottobre, cosa che permise al generale di riprendere i propri doveri sul campo di lotta, fermandosi però prima a Winchester per riposare la notte. La mattina del 19 ottobre sentì in lontananza spari e rumori di cannoni provenire dalla direzione di Middletown, fatto che lo spinse ad affrettarsi. Arrivato nei pressi del luogo di conflitto, si imbatté nei gruppi disordinati di soldati in fuga. La vista del proprio comandante rianimò i soldati ormai disperati per l’inclinazione negativa che la battaglia stava prendendo. Dopo aver parlato ai soldati incoraggiandoli a marciare verso il fronte, Sheridan si diresse insieme a loro verso il luogo di conflitto, arrivandovi verso mezzogiorno. Ciò che vide arrivando sul campo fu una resistenza intenta a respingere il più possibile l’attacco confederato. 
Non si può dire con certezza che le decisioni di Sheridan siano state decisive, in quanto la situazione bellica era migliorata anche grazie alle iniziative del generale Wright; ma sicuramente la visione del generale ritornato sul fronte rincuorò le forze federali.

### Contrattacco dell'Unione
Sheridan riprese il comando ordinando la sostituzione della tattica difensiva con una offensiva, messa immediatamente in pratica dai soldati nordisti contenti di rivedere il loro condottiero. Le sorti della battaglia continuavano a svoltare verso un esito sempre più positivo per l’Unione.
Questo processo di riordinamento non venne attuato solo da Sheridan; anche Early stava cercando di fare la stessa cosa con le proprie truppe mentre manteneva le forze federali sotto fuoco continuo di artiglieria. Verso le 13 fece avanzare una delle sue Divisioni in direzione del fianco destro dell’avversario – i confederati essendo quasi completamente immobilizzati sulla propria ala destra dalle Divisioni Merritt e Custer – ma senza successo. La sola alternativa per il generale Early fu estendere il più possibile la linea di difesa in modo da non permettere al nemico di circondarli, cosa che avrebbe portato ad una disfatta più cruenta di quella a cui si giunse. Malgrado gli sforzi, l’estensione della linea la portò a diventare talmente sottile da farla diventare un punto sensibile; infatti, il contrattacco di Sheridan, messo in atto verso le 16, la ridusse in frantumi. Gli unionisti continuarono a premere sull’ala sinistra sudista fino alle 16:30, momento in cui Sheridan ordinò un attacco frontale contro gli uomini di Early che, se avesse indugiato ancora qualche momento a ordinare la ritirata, avrebbe visto i suoi soldati circondati e sterminati. Non c’era altra soluzione per i confederati che indietreggiare verso il Cedar Creek, coperti nella ritirata dall’artiglieria pesante che continuava a inondare i nordisti con nembi di mitraglia. 
Ormai la possibilità di successo per i confederati era svanita, ed anche questo tentativo ebbe come effetto un avanzamento della disfatta. Il generale Sheridan spostò dalla propria sinistra sulla destra la Divisione del generale Custer, la quale, dopo aver passato il Cedar Creek, si scagliò impetuosamente sulle rimaste linee confederate, annientandole. La catastrofe raggiunse il suo compimento. Dopo l’attacco l’esercito non sembrava più tale. Custer annotò quello che successe in quegli attimi: “l'inseguimento di un esercito distrutto e in rotta si trasformò nell'inseguimento emozionante di una folla in preda al panico e incontrollabile. Era semplicemente una questione di velocità tra inseguitori e inseguiti...” Il generale Early riuscì a radunare il resto delle sue truppe sfinite e sconfitte solamente a 50 chilometri di lontananza dal campo di battaglia, nei pressi di New Market, dopo aver passato Fisher’s Hill.

## Conseguenze
Le perdite subite dall’esercito federale in seguito a questa costosa vittoria furono di 644 morti, 3 430 feriti gravi e 1 591 prigionieri e dispersi per un totale di 5 665 vittime. I confederati invece avevano riportato come numero di vittime, tra morti e feriti, 1 860; inoltre Sheridan riferì di aver catturato all’incirca 1 600 soldati sudisti. I 24 cannoni catturati in precedenza alle forze unioniste ritornarono in mano ai nordisti, insieme a 19 pezzi di artiglieria confederati.
Spiegando al generale Lee come una brillante vittoria si fosse trasformata in una demoralizzante sconfitta, Early incolpò sostanzialmente gli uomini che avevano lasciato i ranghi per saccheggiare: “la mia sinistra ha ceduto, e le altre truppe si sono fatte prendere dal panico e non potevano più essere radunate, ritirandosi in confusione. Se non fosse stato per la loro cattiva condotta avrei potuto sconfiggere l'intera forza di Sheridan...”. Il giorno successivo Early pubblicò un messaggio lungo e per lo più critico al suo esercito identificando gli uomini che “cedettero a una vergognosa propensione al saccheggio”, per aver abbandonato i loro compagni che “cedettero a un panico inutile fuggendo dal campo confusi, in modo da trasformare una splendida vittoria in un disastro”.
Il Sottosegretario alla Guerra Charles Dana comunicò, verso la fine di ottobre, le condizioni disastrose in cui era stata lasciata la Valle dello Shenandoah dopo la fine dello scontro fatale che fece tramontare ogni speranza dei confederati di esercitare una pressione strategica sui federali. Dopo tutto, questa era la missione del generale Sheridan, portata brillantemente a compimento. Il sottosegretario dichiarò, riferendosi al campo di battaglia, che “la devastazione della Valle, che si estende per una distanza di circa cento miglia, rende quasi impossibile che i Confederati o le nostre stesse forze facciano una nuova campagna in quel territorio...”